# Fußball-Bundesliga/Rekorde/RB Leipzig
Der Artikel Fußball-Bundesliga/Rekorde/RB Leipzig listet die vereinsspezifischen Rekorde von RB Leipzig auf, die mit Bezug auf die Zugehörigkeit zur deutschen Fußball-Bundesliga gehalten werden.
Der Verein ist aktuell Bundesligist (Stand: Saison 2025/26).

Siehe auch: 

## Vorbemerkung
Es besteht eine Unterteilung zwischen Positiv- und Negativrekorden sowie vereinsinternen Bestmarken. Weitere Rekorde, die dem Verein nicht zuzuordnen sind, werden im Hauptartikel unter „Allgemein“ gelistet. Dort bestehen zudem die Rubriken „Trainerspezifische Rekorde“, „Schiedsrichterspezifische Rekorde“ sowie „Sonstige Rekorde“. Es besteht außerdem die Möglichkeit „In nächster Zeit möglicherweise fallende Bestmarken“ im unteren Bereich der Hauptseite festzuhalten, bzw. die neuen Rekorde an die passenden Stellen einzusortieren. Wenn möglich, wird zu einem Positivrekord auch der Negativrekord als Gegenstück gelistet (und andersrum). Die Liste erhebt keinen Anspruch auf Vollständigkeit.

## RB Leipzig
Aktuelle Platzierung in der Ewigen Tabelle der Fußball-Bundesliga: Platz 26 von 58 (Stand: 34. Spieltag 2024/25)

### Positivrekorde
- bestplatzierter Verein auf dem Gebiet der ehemaligen DDR in der Ewigen Tabelle der Bundesliga: Platz 26 (557 Punkte (593:355 Tore), Stand: 34. Spieltag 2024/25)[1]
  - meiste Siege eines Vereins auf dem Gebiet der ehemaligen DDR: 160 (Stand: 34. Spieltag 2024/25)[1]
  - meiste Tore eines Vereins auf dem Gebiet der ehemaligen DDR: 593 (Stand: 34. Spieltag 2024/25)[1]
  - bestes Torverhältnis eines Vereins auf dem Gebiet der ehemaligen DDR: 593:355 (+238) (Stand: 34. Spieltag 2024/25)[1]
- einzige Mannschaft ohne Niederlage gegen Aufsteiger: 36 Spiele (31-5-0, laufend, zuletzt 1 Unentschieden, Stand: 34. Spieltag 2024/25)[2][3][4][5][6][7][8][9][10][11][12]
  - auch meiste Spiele in Folge ohne Niederlage gegen Aufsteiger: 36 Spiele (31-5-0, laufend, zuletzt 1 Unentschieden, Stand: 34. Spieltag 2024/25)[2][4][13][5]
- am schnellsten mit 50. Auswärtssieg: im 110. Spiel (bei Werder Bremen, 2:1 am 15. Spieltag 2022/23, Stand: 25. Spieltag 2024/25)[14][11][15]
- Anzahl Auswärtstore innerhalb eines Kalenderjahres: 47 (2019; gemeinsam mit dem FC Bayern, 2024, Stand: 2024)[16]
- meiste Saisontreffer durch Spieler, die in der entsprechenden Saison ihr Bundesligadebüt gaben: 46 (durch 4 verschiedene Spieler, 2023/24, Stand: Saisonende 2023/24)[17]
  - Loïs Openda (24)
  - Benjamin Šeško (13)
  - Xavi Simons (8)
  - Castello Lukeba (2)
- meiste Saisontore eines Belgiers: 24 (Loïs Openda, 2023/24, übertraf die bisherige Bestmarke (13 Tore, mehrfach) nach dem 20. Spieltag 2023/24, Stand: Saisonende 2023/24)[18]
- meiste Spiele ohne Niederlage zu Beginn der Bundesligazeit: 13 (1. bis 13. Spieltag 2016/17, 10 Siege und 3 Unentschieden, Stand: 24. Spieltag 2024/25)[19]
- bester Tabellenvierter nach 31 Spieltagen: 62 Punkte und 73:35 Tore (2023/24, Stand: 31. Spieltag 2023/24)[20]
- bester Tabellenvierter nach 34 Spieltagen: 65 Punkte und 77:39 Tore (2023/24, Stand: 34. Spieltag 2023/24)[19][21]
- meiste Punkte eines Tabellenvierten nach 34 Spieltagen: 65 Punkte (2023/24, gemeinsam mit Borussia Mönchengladbach, 2019/20, Stand: 34. Spieltag 2023/24)[19][21]
- jüngster Spieler mit 50 Toren: Timo Werner (21 Jahre und 4 Monate, Stand: 3. Spieltag 2024/25)[19]
- Anzahl Siege eines Aufsteigers in einer Saison: 20 (2016/17, gemeinsam mit dem FC Bayern, 1965/66, Stand: 34. Spieltag 2023/24)[19]
- meiste Siege eines Aufsteigers in Folge: 7 (2016/17, Stand: 22. Spieltag 2024/25)[19]
- bester Aufsteiger nach der Hinrunde: 39 Punkte und 34:15 Tore (2016/17, Stand: 34. Spieltag 2023/24)[19]
- meiste Punkte eines Aufsteigers nach der Hinrunde: 39 Punkte (2016/17, gemeinsam mit dem 1. FC Kaiserslautern, 1997/98, Stand: 34. Spieltag 2023/24)[19]
- Anzahl Auswärtssiege eines Aufsteigers in einer Saison: 8 (2016/17, gemeinsam mit dem FC Bayern, 1965/66 und Hannover 96, 2002/03, Stand: 34. Spieltag 2023/24)[19]

### Negativrekorde
- am schlechtesten platzierter Verein mit einem positiven Torverhältnis in der Ewigen Tabelle: Platz 26 (591:352 (+239), Stand: 33. Spieltag 2024/25)[1]
- wenigste Tore eines Torschützenkönigs: 16 (Christopher Nkunku, 2022/23; gemeinsam mit Niclas Füllkrug, für Werder Bremen, Stand: Saisonende 2024/25)[22][9]
- am häufigsten in Folge gegen einen anderen Gegner mit demselben Ergebnis gespielt: 5× (gegen Union Berlin immer mit 1:2 verloren, Serie am 3. Spieltag 2023/24 durch einen 3:0-Sieg gerissen)[23][24]
- Spieler, der am häufigsten in einem Spiel sowohl ein- als auch wieder ausgewechselt worden ist: Yussuf Poulsen (4×, Stand: 34. Spieltag 2024/25)[25]

### Vereinsintern
- Rekordspieler: Péter Gulácsi (246 Einsätze, Stand: 34. Spieltag 2024/25)[26][27]
- Rekordfeldspieler: Yussuf Poulsen (233 Einsätze, Stand: 34. Spieltag 2024/25)[27]
- Rekordtorschütze: Timo Werner (89 Tore, Stand: 34. Spieltag 2024/25)[28]
- ältester Debütant: Fabio Coltorti (36 Jahre und 119 Tage am 1. April 2017)[29]
- jüngster Spieler: Sidney Raebiger (16 Jahre, 266 Tage am 8. Januar 2022 gegen Mainz 05)[30][31]
- älteste Startelf: 28,0 Jahre (beim 2:1-Sieg gegen Eintracht Frankfurt, 22. Spieltag 2022/23)[32]
- schnellster Spieler: Loïs Openda wurde mit 36,64 km/h gemessen (8. Spieltag 2022/23, Stand: 13. Spieltag 2024/25, seit Beginn der Datenerfassung in der Saison 2011/12)[33]
- meiste Punkte in einer Saison: 67 (2016/17)[34]
- meiste Siege in Folge: 8 (6. bis 13. Spieltag 2016/17)[35]
- meiste Siege in einer Saison: 20 (2×)[9]
  - 2016/17
  - 2022/23
- meiste Heimsiege in einer Saison: 13 (2022/23)[9]
- meiste Siege in einer Hinrunde: 12 (2016/17)[36]
- meiste Heimspiele in Folge ohne Niederlage: 13 (2019/20, Stand: 29. Spieltag 2024/25)[37][36]
- meiste Heimspiele in Folge ohne Gegentor: 5 (2×, Stand: 34. Spieltag 2024/25)[38][39]
  - 20., 22., 25., 27. und 29. Spieltag 2023/24
  - 2018/19
- meiste Spiele in Folge ohne Gegentor: 5 (2×, Stand: 34. Spieltag 2024/25)[40][41][38][39]
  - 3. bis 7. Spieltag 2024/25
  - 2018
- meiste Minuten in Folge ohne Gegentor: 509 (Péter Gulácsi, bis 8. Spieltag 2024/25, Stand: 34. Spieltag 2024/25)[40][41][38][39]
- meiste Spiele in Folge ohne Niederlage: 19 (24. Spieltag 2023/24 bis 8. Spieltag 2024/25, Stand: 34. Spieltag 2024/25)[42][43][44][44][41][45][13]
- meiste Auswärtsspiele in Folge ohne Niederlage: 10 (bis 7. Spieltag 2024/25, Stand: 34. Spieltag 2024/25)[42][43][41][46]
- meiste Spiele in Folge ohne Sieg: 5 (30. bis 34. Spieltag 2024/25, laufend, Stand: 34. Spieltag 2024/25)[47][4][48][49][50]
- meiste Auswärtsspiele in Folge ohne Sieg: 11 (Bilanz: 7 Niederlagen und 4 Unentschieden, 30. Spieltag 2020/21 bis 16. Spieltag 2021/22, Stand: 26. Spieltag 2024/25)[51][52]
- meiste Auswärtsspiele in Folge ohne Sieg in einer Saison: 8 (Bilanz: 4 Niederlagen und 4 Unentschieden, 1. bis 16. Spieltag 2021/22, Stand: 26. Spieltag 2024/25)[51][52]
  - 16. bis 19. Spieltag 2023/24 (zuletzt 3 Niederlagen in Folge)
  - 9. bis 12. Spieltag 2024/25 (Bilanz 0-1-3)
- meiste Spiele in einer Saison, die man trotz zwischenzeitlicher Führung verlor: 5 (2024/25, Stand: 34. Spieltag 2024/25)[47]
- schlechteste Platzierung am Saisonende: Platz 7 (2024/25, Stand 2024/25)[53]
- meiste Platzverweise: 3 (Willi Orban, Stand: 1. Spieltag 2024/25)[54]
- Rekordtrainer: Marco Rose (88 Spiele, Stand: 34. Spieltag 2024/25)[55]
- Trainer mit den meisten Siegen: Marco Rose (49 Siege, Stand: 34. Spieltag 2024/25)[56][5][57][39]
- Trainer mit den meisten Siegen zu Beginn der Amtszeit: Julian Nagelsmann (3 Siege, 1. bis 3. Spieltag 2019/20, Stand: 30. Spieltag 2024/25)[58][59][60]
- Trainer, mit 2 Siegen aus den ersten 2 Spielen zu Beginn der Amtszeit: 2 Trainer (Stand: 34. Spieltag 2024/25)[58][61]
  - Zsolt Lőw (28. und 29. Spieltag 2024/25)
  - Julian Nagelsmann
- höchste Heimniederlage: 1:5 (gegen den VfL Wolfsburg, am 12. Spieltag 2024/25, Stand: 29. Spieltag 2024/25)[60]
- meiste Spiele in Folge mit Torerfolg: je 7 (2 Spieler, Stand: 5. Spieltag 2024/25)[62][63][64]
  - Timo Werner (im November und Dezember 2019)
  - Benjamin Šeško (letzte 7 Saisonspiele 2023/24)
- meiste Treffer als Joker: 11 (Yussuf Poulsen, Stand: 24. Spieltag 2024/25)[15]
- meiste unterschiedliche Torschütze in einer Saison: 18 (2022/23)[15]
- meiste Spiele im Duell gegen einen anderen Gegner ohne Niederlage: 11 (9 Siege und 2 Unentschieden gegen den VfB Stuttgart, bis 19. Spieltag 2023/24, Stand: 21. Spieltag 2024/25)[65][49]
- meiste Niederlagen im Duell mit einem anderen Gegner: 9 (gegen den FC Bayern, Stand: 21. Spieltag 2024/25)[66]
- meiste Heimsiege gegen einen anderen Gegner: 8 (FC Augsburg, Stand: 21. Spieltag 2023/24)[67]
- am häufigsten Bundesliga-Torschützenkönig: Christopher Nkunku (1×, 16 Tore, 2022/23)[68]
- meiste Punkte nach 9 Spieltagen: 21 (2016/17, Stand: 9. Spieltag 2023/24)[69]
- meiste Tore nach 3 Spieltagen: 10 (2023/24)[67]
- meiste Tore nach 4 Spieltagen: 13 (2023/24)[70]
- meiste Tore nach 5 Spieltagen: 14 (2023/24)[71]
- meiste Tore nach 6 Spieltagen: 16 (2023/24)[72]
- meiste Tore nach 8 Spieltagen: 19 (2023/24)[8][73]
- meiste Tore nach 9 Spieltagen: 25 (2023/24)[74]
- meiste Tore nach 26 Spieltagen: 63 (2019/20)[75]
- beste Bilanz nach 6 Spieltagen: 14 Punkte und 9:2 Tore (2024/25)[46][76][77]
- beste Bilanz nach 7 Spieltagen: 17 Punkte und 11:2 Tore (2024/25)[41][46][76][77]
- beste Bilanz nach 8 Spieltagen: 20 Punkte und 14:3 Tore (2024/25)[41][46][76][77][40]
- beste Tordifferenz nach 9 Spieltagen: +18 (2023/24, Stand: 2023/24)[69]
- schnellstes Tor: nach 31 Sekunden (Jean-Kevin Augustin, bei der 1:4-Niederlage bei Borussia Dortmund am 1. Spieltag 2018/19)[8][78]
- Anzahl erhaltener Strafstöße: 50 (Stand: 9. Spieltag 2023/24)[74]
- an den meisten Spieltagen innerhalb einer Saison mindestens ein Tor erzielt: 20 (Loïs Openda, 2023/24, Stand: Saisonende 2023/24)[79]
- meiste Spiele in Folge ohne Niederlage zu Beginn einer Saison: 13 (2016/17, Stand: 6. Spieltag 2024/25)[80]
- meiste Platzverweise in einem Spiel kassiert: 2 (am 17. Spieltag 2024/25, bei der 1:2-Niederlage beim VfB Stuttgart, Stand: 17. Spieltag 2024/25)[81][82]
  - Benjamin Šeško (85. Minute mit Gelb-Rot)
  - Loïs Openda (88. Minute mit Gelb-Rot)
- höchste verspielte Halbzeit-Führung: 3:0 (beim 3:3-Unentschieden beim VfL Bochum, am 18. Spieltag 2024/25)[83][84]
- meiste 0:0-Unentschieden in einer Saison: 7 (2024/25, laufend, Stand: 33. Spieltag 2024/25)[85][86][87]